# Arquidiócesis de Sherbrooke
La arquidiócesis de Sherbrooke (en latín: Archidioecesis Sherbrooken(sis) y en francés: Archidiocèse de Sherbrooke) es una circunscripción eclesiástica latina de la Iglesia católica en Canadá, sede metropolitana de la provincia eclesiástica de Sherbrooke. La arquidiócesis tiene al arzobispo Luc Cyr como su ordinario desde el 26 de julio de 2011. 

## Territorio y organización
La arquidiócesis tiene 8000 km² y extiende su jurisdicción sobre los fieles católicos de rito latino residentes en la provincia de Quebec en la región administrativa de Estrie.
La sede de la arquidiócesis se encuentra en la ciudad de Sherbrooke, en donde se halla la Catedral basílica de San Miguel.
En 2020 en la arquidiócesis existían 41 parroquias.
La arquidiócesis tiene como sufragáneas a las diócesis de: Nicolet y Saint-Hyacinthe.

## Historia

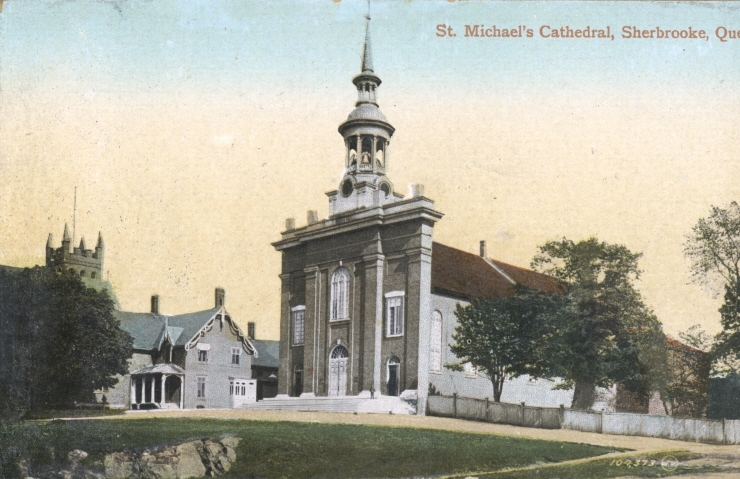
Antigua catedral de Sherbrooke

El primer misionero que pisó el territorio de la actual arquidiócesis fue Jean Raimbault, párroco de Nicolet, que celebró su primera misa el 1 de mayo de 1816. En los años siguientes se erigió una verdadera misión con capilla (1826) y un pequeño cementerio (1827). Tras la visita pastoral del arzobispo de Quebec, Joseph Signay, en 1836, la misión recibió nuevos refuerzos. El 14 de enero de 1855 se consagró la primera iglesia, dedicada a san Miguel Arcángel, la cual fue erigida como parroquia en 1872.
La diócesis de Sherbrooke fue erigida el 28 de agosto de 1874 con el breve Arcano divinae del papa Pío IX, obteniendo el territorio de la arquidiócesis de Quebec y las diócesis de Saint-Hyacinthe y Trois-Rivières. Originalmente sufragánea de la arquidiócesis de Quebec, en 1886 pasó a formar parte de la provincia eclesiástica de la arquidiócesis de Montreal.
El primer obispo fue Antoine Racine, quien en enero de 1875 fundó el primer seminario diocesano, convirtiéndose en su primer superior.
El 11 de marzo de 1892 el papa León XIII instituyó el capítulo de los canónigos con el breve Ex officio.
En 1915 el obispo Paul La Rocque hizo construir el actual palacio episcopal, cuya capilla fue decorada por el pintor quebequés Ozias Leduc, y en 1915 inició las obras de construcción de una nueva catedral, que fue consagrada el 28 de septiembre de 1957.
Durante el episcopado de Philippe Desranleau se inauguró un nuevo seminario (1939) y se convocó el primer sínodo diocesano (1941).
El 2 de marzo de 1951 fue elevada al rango de arquidiócesis metropolitana con la bula Universi dominici gregis del papa Pío XII.

## Estadísticas
De acuerdo al Anuario Pontificio 2021 la arquidiócesis tenía a fines de 2020 un total de 272 900 fieles bautizados.
| Año                                                                             | Población            | Población | Población      | Sacerdotes | Sacerdotes    | Sacerdotes    | Bautizados por sacerdote | Diáconos permanentes | Religiosos | Religiosos | Parroquias |
| Año                                                                             | Bautizados católicos | Total     | % de católicos | Total      | Clero secular | Clero regular | Bautizados por sacerdote | Diáconos permanentes | Varones    | Mujeres    | Parroquias |
| ------------------------------------------------------------------------------- | -------------------- | --------- | -------------- | ---------- | ------------- | ------------- | ------------------------ | -------------------- | ---------- | ---------- | ---------- |
| 1950                                                                            | 180 711              | 207 702   | 87.0           | 402        | 311           | 91            | 449                      |                      | 477        | 1868       | 120        |
| 1966                                                                            | 195 867              | 215 704   | 90.8           | 557        | 412           | 145           | 351                      |                      | 285        | 1878       | 132        |
| 1970                                                                            | 179 252              | 207 659   | 86.3           | 515        | 346           | 169           | 348                      |                      | 394        | 1920       | 133        |
| 1976                                                                            | 227 115              | 246 015   | 92.3           | 515        | 307           | 208           | 441                      | 1                    | 362        | 1633       | 131        |
| 1980                                                                            | 247 484              | 266 397   | 92.9           | 418        | 279           | 139           | 592                      | 3                    | 275        | 1279       | 131        |
| 1990                                                                            | 281 742              | 303 923   | 92.7           | 373        | 251           | 122           | 755                      | 11                   | 266        | 1328       | 130        |
| 1999                                                                            | 291 519              | 316 914   | 92.0           | 332        | 215           | 117           | 878                      | 21                   | 216        | 1130       | 124        |
| 2000                                                                            | 295 416              | 327 495   | 90.2           | 331        | 215           | 116           | 892                      | 21                   | 218        | 1080       | 120        |
| 2001                                                                            | 299 506              | 326 788   | 91.7           | 323        | 208           | 115           | 927                      | 23                   | 199        | 1107       | 118        |
| 2002                                                                            | 297 525              | 315 872   | 94.2           | 309        | 201           | 108           | 962                      | 22                   | 201        | 1090       | 108        |
| 2003                                                                            | 297 435              | 314 121   | 94.7           | 303        | 194           | 109           | 981                      | 19                   | 201        | 1068       | 108        |
| 2004                                                                            | 291 261              | 316 998   | 91.9           | 302        | 195           | 107           | 964                      | 18                   | 197        | 1012       | 107        |
| 2010                                                                            | 304 000              | 338 000   | 89.9           | 261        | 168           | 93            | 1164                     | 24                   | 177        | 774        | 92         |
| 2014                                                                            | 316 000              | 353 500   | 89.4           | 232        | 143           | 89            | 1362                     | 22                   | 154        | 542        | 59         |
| 2017                                                                            | 326 945              | 366 140   | 89.3           | 202        | 122           | 80            | 1618                     | 21                   | 160        | 465        | 45         |
| 2020                                                                            | 272 900              | 332 800   | 82.0           | 187        | 110           | 77            | 1459                     | 23                   | 149        | 384        | 41         |
| Fuente: Catholic-Hierarchy, que a su vez toma los datos del Anuario Pontificio. |                      |           |                |            |               |               |                          |                      |            |            |            |

## Episcopologio
- Antoine Racine † (1 de septiembre de 1874-17 de julio de 1893 falleció)
- Paul-Stanislas La Rocque † (6 de octubre de 1893-15 de agosto de 1926 falleció)
- Alphonse-Osias Gagnon † (23 de junio de 1927-12 de febrero de 1941 falleció)
- Philippe Desranleau † (12 de febrero de 1941 por sucesión-28 de mayo de 1952 falleció)
- Georges Cabana † (28 de mayo de 1952 por sucesión-7 de febrero de 1968 renunció[5])
- Jean-Marie Fortier † (20 de abril de 1968-1 de julio de 1996 retirado)
- André Gaumond † (1 de julio de 1996 por sucesión-26 de julio de 2011 retirado)
- Luc Cyr, desde el 26 de julio de 2011